# Варагаванк
Варагаванк (арм. Վարագավանք), также известный как монастырь Семи Церквей — армянский монастырский комплекс, основанный в 653 году (по другим данным в 1003—1022 годах). Расположен на склонах горы Эрек, примерно в 9 км к юго-востоку от центра города Ван, Турции.  Считается одним из крупнейших монастырей средневековой Армении, состоящей из 7 церквей. Был сильно разрушен во время геноцида армян.

## История
По преданию, Варагаванк был построен на месте обретения части Креста Господня, которую спрятала в пещере святая мученица Рипсимэ. Эта территория современной Турции занимает часть Западной Армении. Здесь вначале была построена церковь Сурб Ншан, а потом количество церквей достигло 7. По-армянски деревня называлась Шушанц — по имени дочери одного из армянских правителей, но потом в народе её стали называть деревней семи церквей, а монастырский комплекс, куда входили семь храмов – Варага (по названию ближайшей горы).

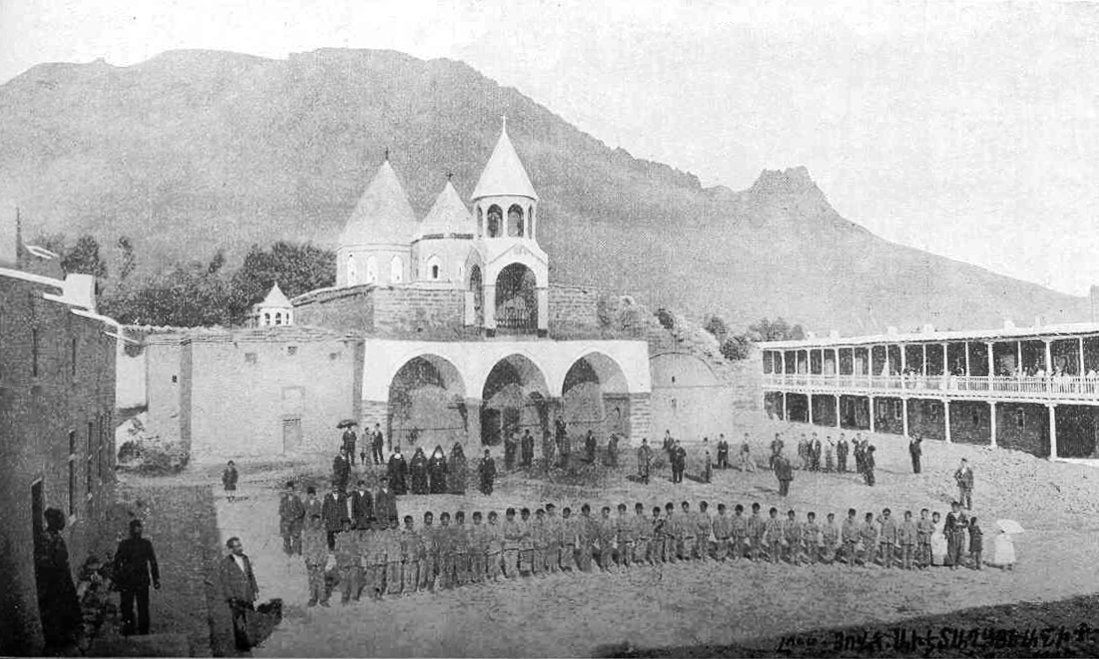
Вид на монастырь

Монастырь процветал в XVII и XVIII веках, после того как войны между Османской и Персидской империями были улажены, но быстро пришёл в упадок в XIX веке. Помимо периодических набегов курдских племен, от которых пострадала большая часть восточной Турции, монастырь подвергался нападениям со стороны турецких властей по политическим мотивам, направленным против армянских организаций. Озеро Ван было единственным регионом «Турецкой Армении», где армянское население все ещё имело численное превосходство над турецким и курдским населением вместе взятым; следовательно, он стал регионом величайших репрессий. В 1896 году монастырь был разграблен, а его школа уничтожена. Позже школа была восстановлена, и в 1913 году в ней обучалось более ста постоянных учеников.
Из семи церквей Варагаванка сегодня частично целы только Святого Георгия (Сурб Геворк) и Пресвятой Богородицы (Сурб Аствацацин). Во время геноцида армян здесь сожгли группу защитников Вана.

### Дата основания монастыря
В литературе по-разному представляется дата основания монастыря. По одним сведениям, монастырь был основан царём Васпуракана Сенекеримом Арцруни во время своего правления (1003—1022 годы), однако отмечается, что религиозные постройки существовали на этом месте до этого периода, по другим — монастырь был основан в 653 году отшельниками, жившими на горе Вараг.
Так, историограф Агатангел сообщает о святых девах Рипсимианках, которые, спасаясь от преследований императора Диоклетиана, укрылись в Армении, близ горы Вараг — на юго-восточном берегу озера Ван. Здесь, в пещере горы Вараг, святая Рипсиме спрятала перед своим бегством в Вагаршапат частицу древа Креста Христова, которую носила на шее. Когда в 653 году отшельник Фодий и его ученик Иовель молились на горе Вараг, прося Бога указать им на местонахождение Святого Креста, их взору предстали 12 ослепительных колонн, с расположенным между ними сияющим Крестом. Эти колонны были видны на протяжении 12 дней даже издалека, и весть о них разошлась повсюду.
Католикос Нерсес III (641—661) и сын князя Феодороса Вард-спарапет, узнав об этом, направились к горе Вараг, чтобы своими глазами узреть произошедшее чудо. Католикос основал на этом месте Варагский монастырь Святого Знамения (Сурб Ншан) и написал «Замечательный всепобеждающий» шаракан, который исполняют в день праздника.

## Современное состояние

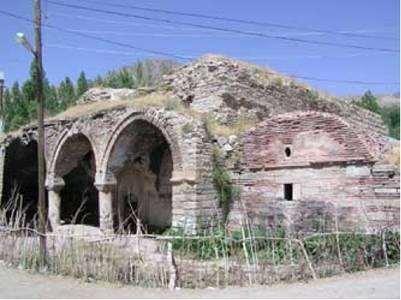
Руины монастыря, 2005 год

В 2011 году в провинции Ван произошло землетрясение, в результате которого Вагараванк пострадал.
Кроме того, по сообщению главы Союза по защите памятников культуры Вана Али Калчэка, церковь комплекса периодически разрушают, чтобы использовать её камни для строительства мечети, домов в близлежащих деревнях, а также для других сооружений, что поставило церковь на грань уничтожения. Это происходит на фоне заявлений турецких властей, которые декларируют «трепетное отношение» к культурному наследию этнических и религиозных меньшинств, но по факту состояние армянских церквей остаётся плачевным. По Лозаннскому договору 1923 года турецкое правительство должно было охранять культурно-историческое наследие армян, греков, ассирийцев, евреев и других национальных меньшинств. Однако, по информации ЮНЕСКО, из сохранившихся после Геноцида армян 1915 года в Османской империи 913 храмов к 1974 году были полностью уничтожены 464, находились в руинах — 252, и ещё 197 подлежали незамедлительному восстановлению, находясь под угрозой уничтожения.
В настоящее время, по сообщению турецкого издания Yeniozgurpolitika, в церкви комплекса ведутся уроки по изучению Корана для местных детей.

## Устройство монастыря

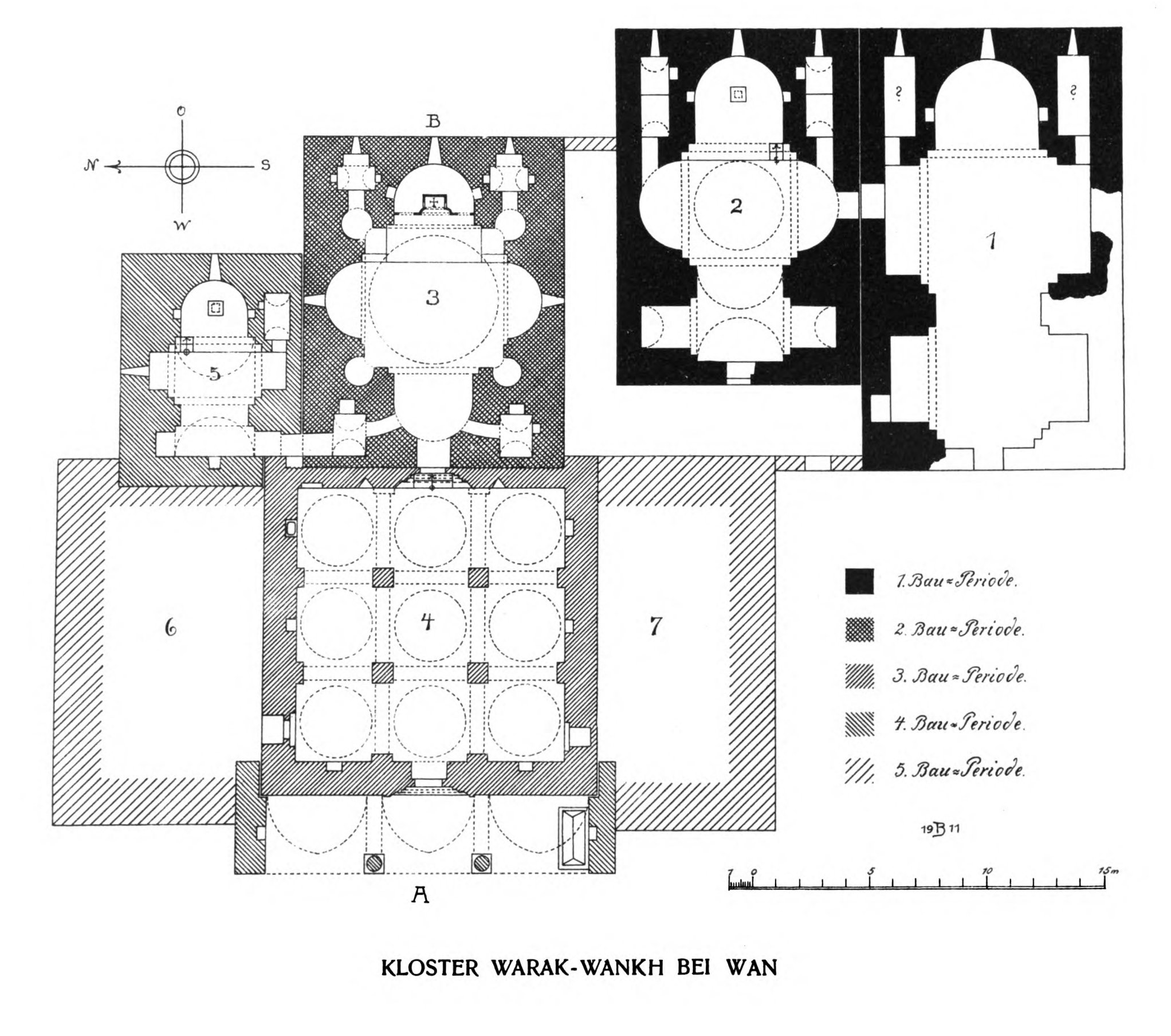
План монастырского комплекса: 1) Церковь Святой Софии 2) Церковь Святого Иоанна 3) Церковь Пресвятой Богородицы 4) Жаматун Святого Георгия 5) Часовня Святой Печати (Сурб Ншан) 6) Церковь Святого Креста 7) Церковь Святого Сиона 8) Крыльцо с колокольней

В начале XX века немецкий археолог Вальтер Бахман составил подробный план планировки монастыря. Монастырский комплекс состоит из:
1. Церкви Святой Софии
2. Церкви Святого Иоанна
3. Церкви Пресвятой Богородицы
4. Жаматуна Святого Георгия
5. Часовни Святой Печати (Сурб Ншан)
6. Церкви Святого Креста
7. Церкви Святого Сиона
8. Крыльца с колокольней

Главный храм, храм Пресвятой Богородицы (№3), возможно, был построен Сенекеримом, хотя если это так, то он был существенно перестроен в более поздние периоды (особенно после землетрясения 1648 года). У него есть план, который иногда называют «типом Св. Рипсиме», названный в честь церкви Святой Рипсимэ VII века в Эчмиадзине, первого датированного примера такого плана. Она имеет прямоугольную форму с ориентацией снаружи на восток-запад и имеет четыре внутренних пространства, образованных комнатами, расположенными в угловых местах. Внутри есть полукруглые ниши с плоскими стенами и обрушенный купол.
К северной стене главной церкви примыкало меньшее здание, известное как церковь Святой Печати (№5). Сейчас ничего из этого не сохранилось. К западу от храма Пресвятой Богородицы находится большой зал (№4), называемый по-армянски жаматун. Надпись над его дверью гласит, что он был построен в 1648 году архитектором Тиратуром. Вероятно, он заменил более старую постройку, разрушенную землетрясением того года.
У северной стены жаматуна другая церковь Святого Креста (№6). Она была построена (или перестроена) в 1817 году и некоторое время служила монастырской библиотекой. У южной стены жаматуна пристроен бочкообразный сводчатый зал (№7), построенный в 1849 году. Хотя он не особо похож на церковь, но был известен как церковь Святого Сиона.
К югу от основного монастырского комплекса находились две церкви. По крайней мере, один из них был старше даты основания монастыря Сенекеримом. Самая южная церковь Святой Софии (№1) была построена по заказу Хошуш, дочери царя Гагика Анийского и жены Сенекерима, будущего царя Васпуракана, в 981 году.
Церковь Святого Иоанна (№2) построена у северной стены церкви Святой Софии. Обе церкви были очень похожи по стилю постройки и, вероятно, относились к одному и тому же периоду. Церковь Святого Иоанна представляла собой трехапсидную церковь с куполом, поддерживаемым цилиндрическим барабаном, опиравшимся на косынки. Он был цел до 1915 года, но сейчас полностью разрушен.

## Галерея

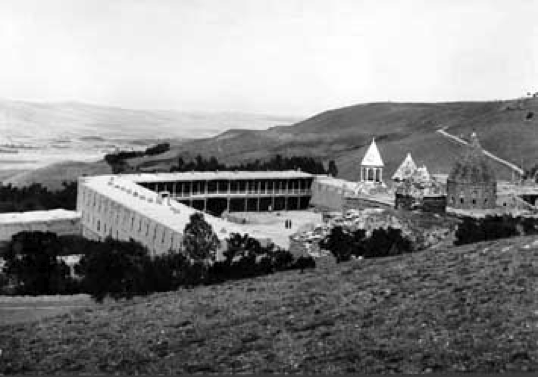
Вид на монастырь, 1900 год
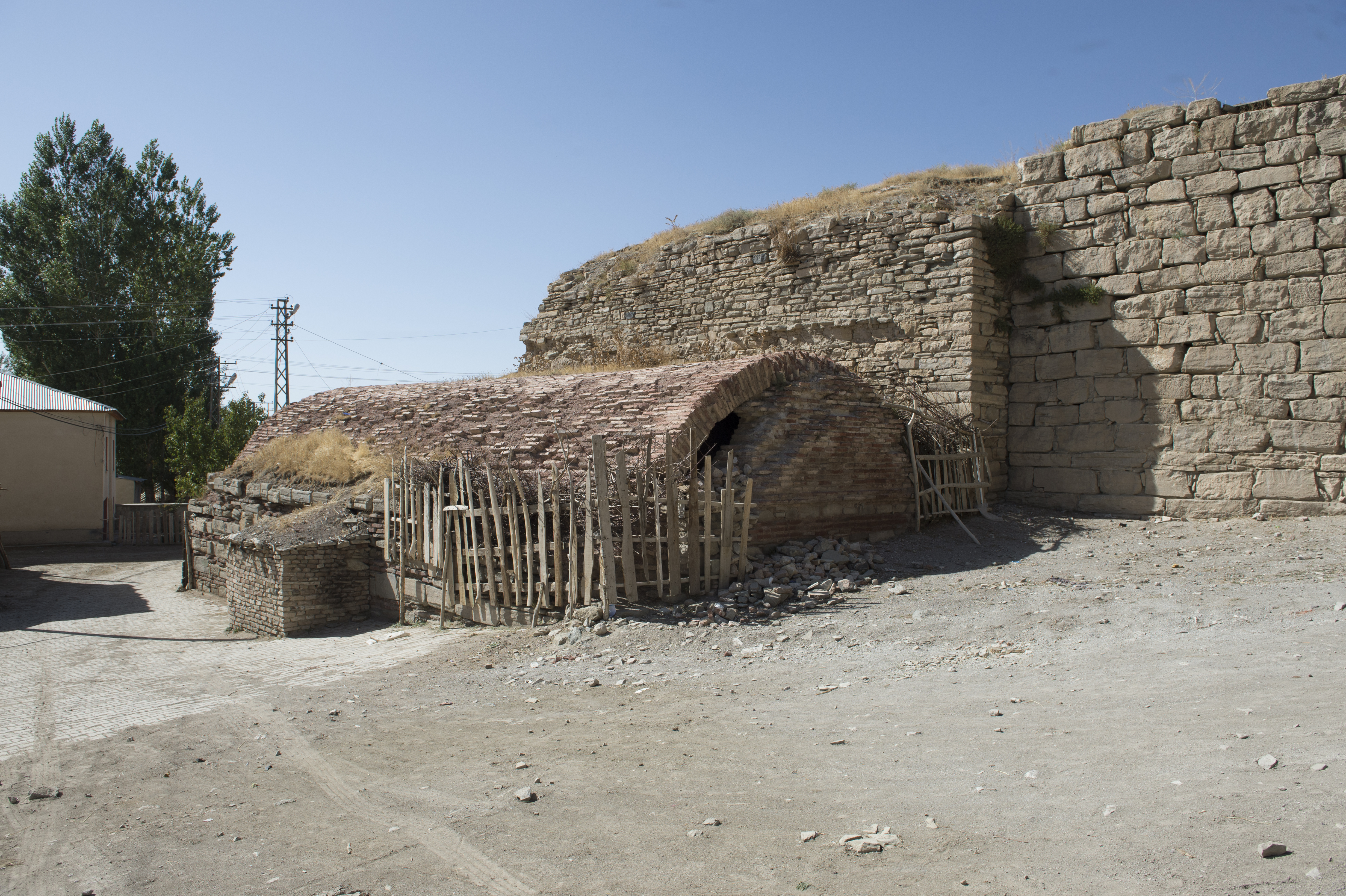
Церковь Святого Сиона, остатки
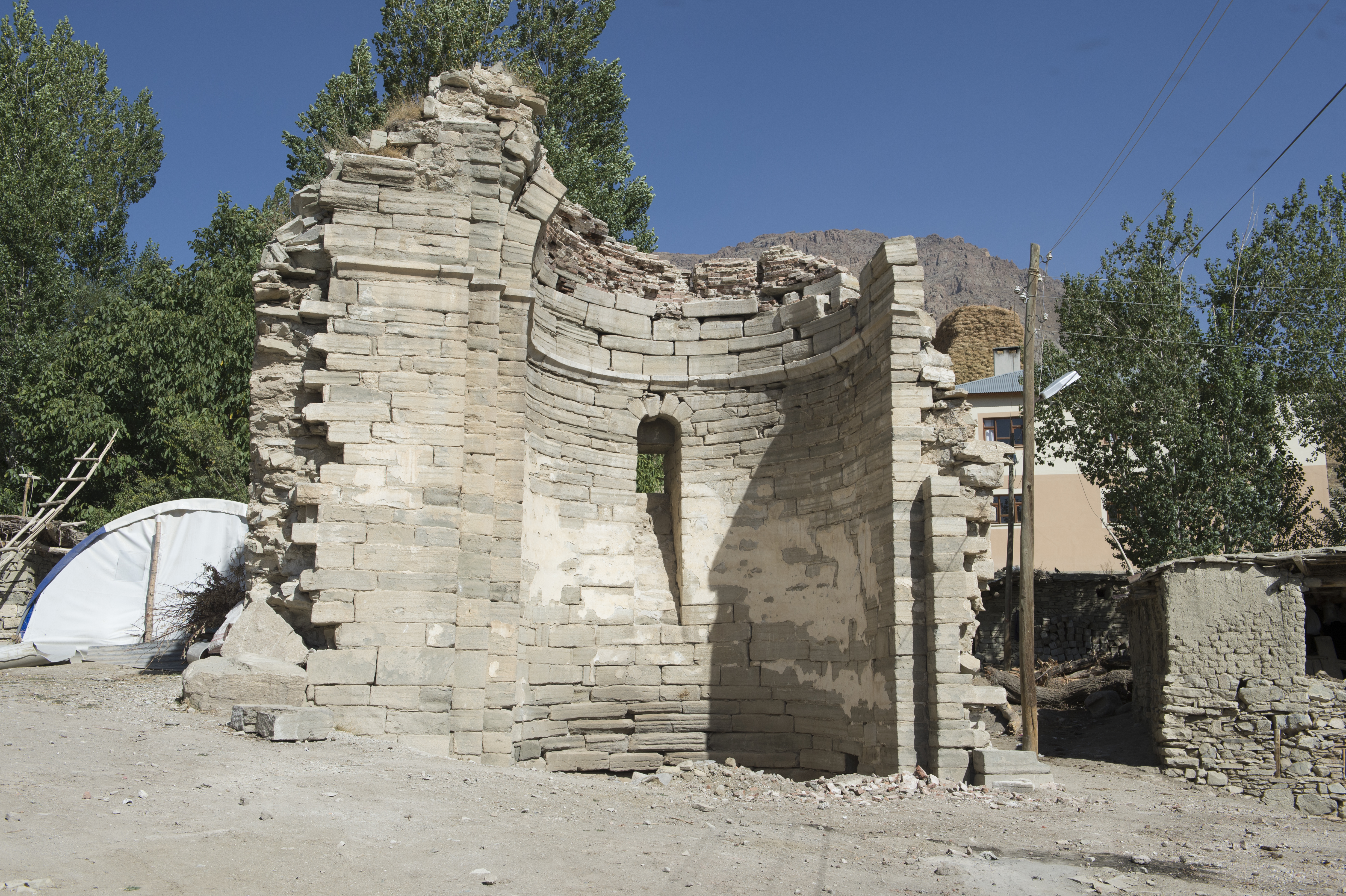
Церковь Святой Софии, остатки
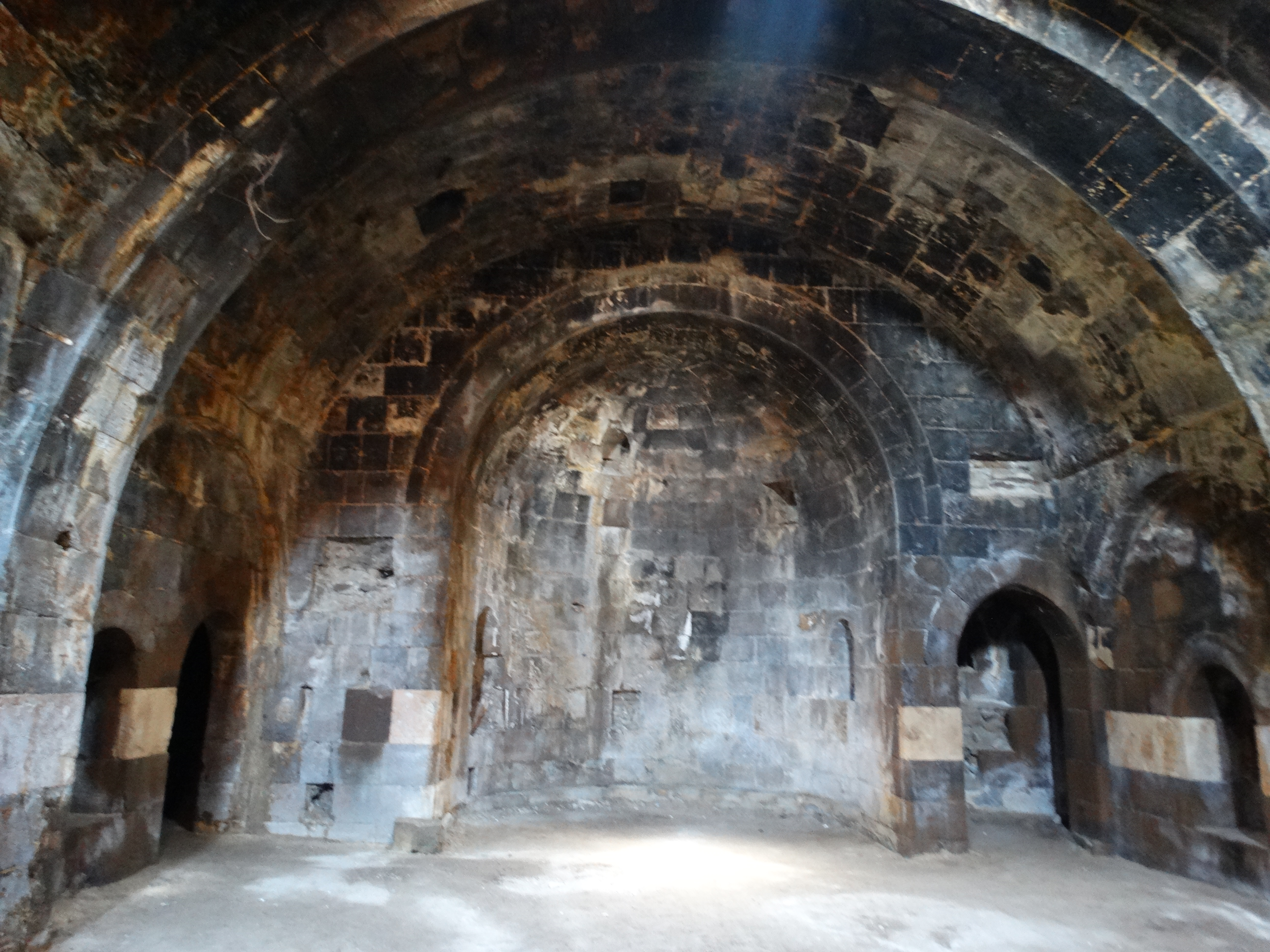
Церковь Святого Креста
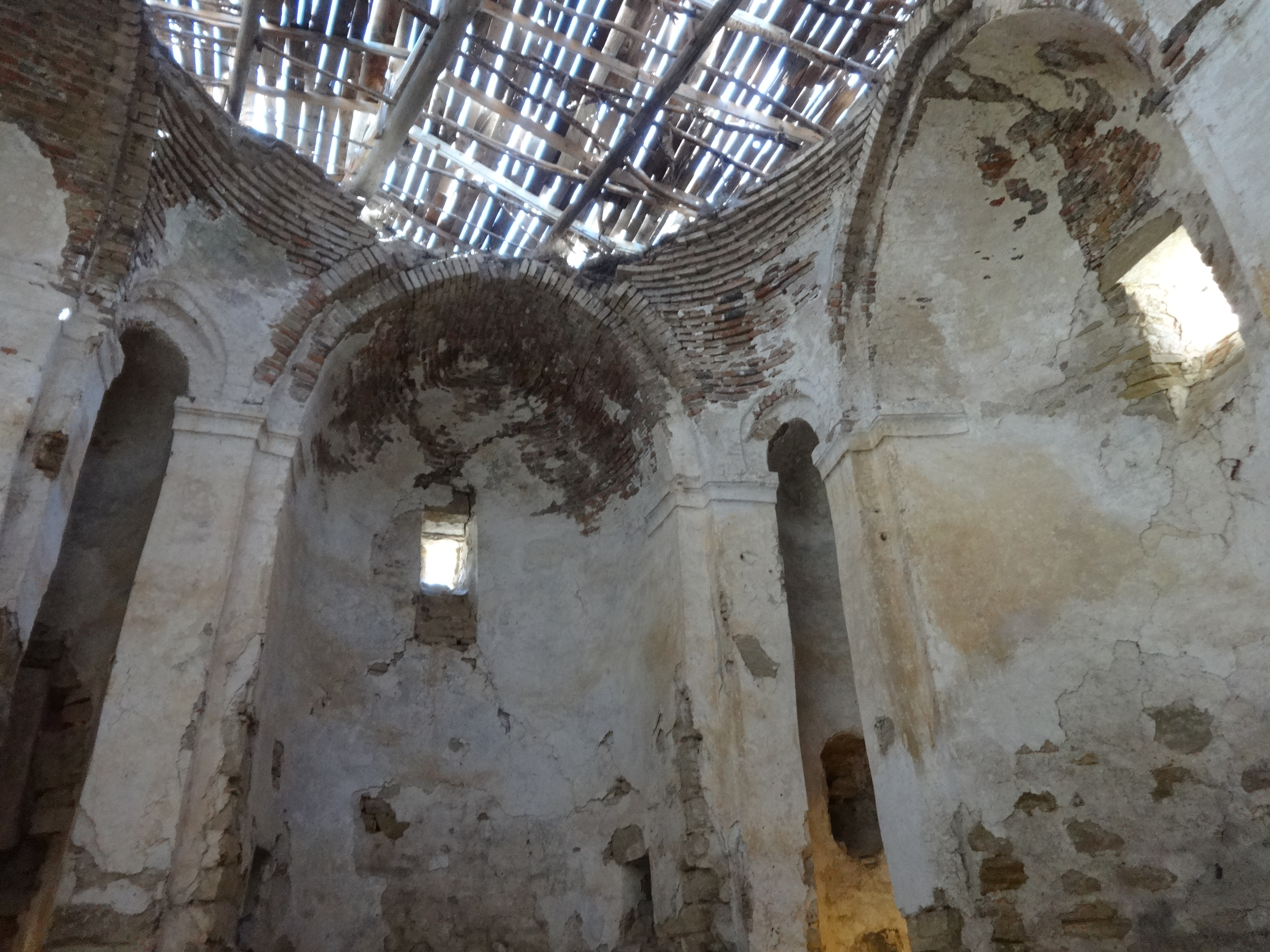
Церковь Пресвятой Богородицы
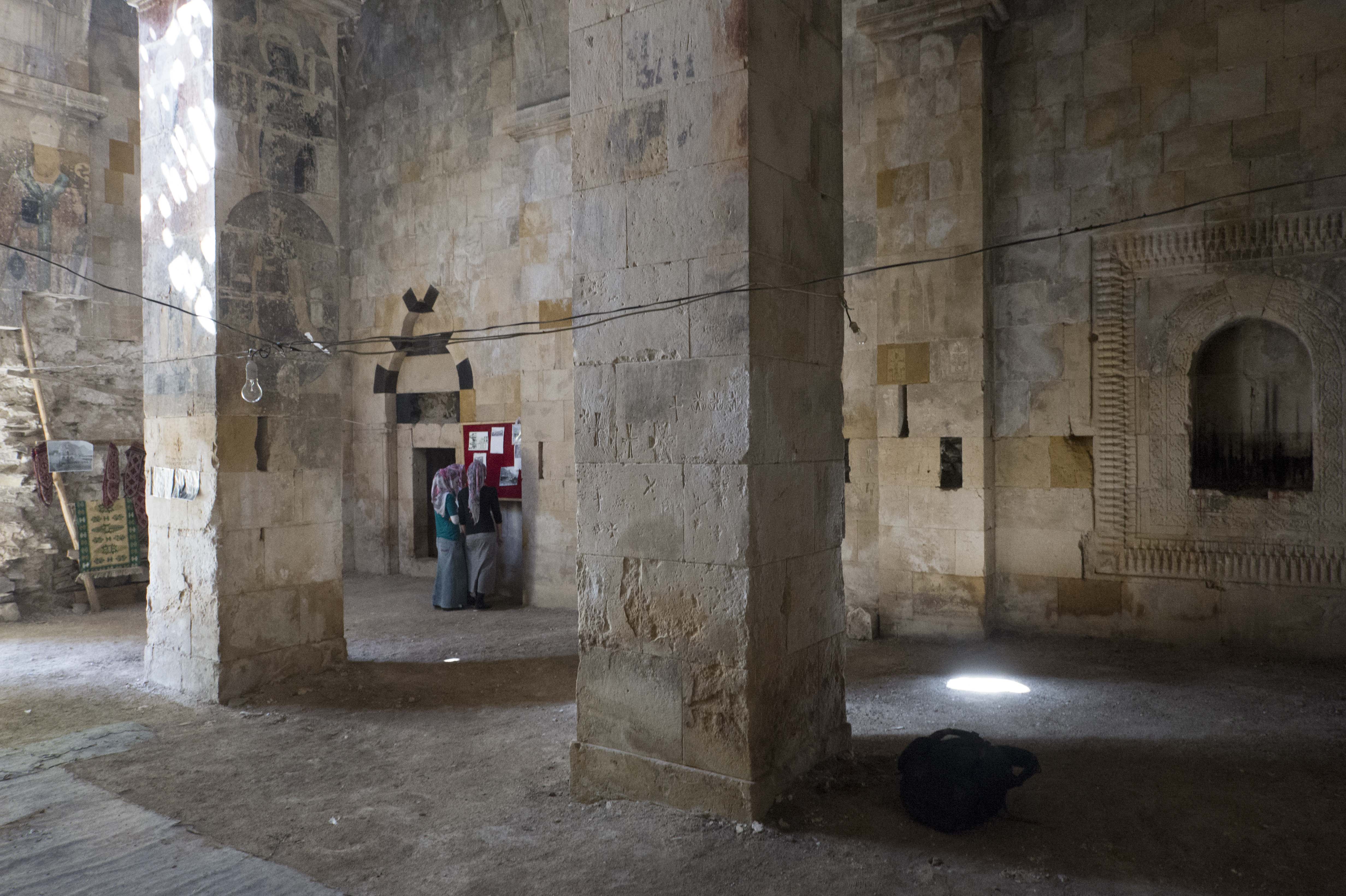
Жаматун